# معركة بالاكلافا
معركة بالاكلافا أو معركة بلقلاوة (بالتركية الحديثة: Balaklava Muharebesi، وبالروسية: Балаклавское сражение، وبالإنجليزية: Battle of Balaclava، وبالفرنسية: Bataille de Balaklava) هي إحدى معارك حرب القرم. وقعت في 25 أكتوبر 1854، وكانت جزءًا من حصار سيفاستوبول (1854 ـ 1855)، الذي كان يرمي إلى الاستيلاء على مدينة سيفاستوبول الإستراتيجية، التي كانت القاعدة البحرية الروسية الأهم على البحر الأسود. وقعت معركة بالاكلافا في أعقاب انتصار القوات المتحالفة (العثمانيين والفرنسيين والبريطانيين) على الروس في معركة ألما، التي فشل فيها الجنرال الروسي منشيكوف في عرقلة تقدم الحلفاء نحو هدفهم الإستراتيجي.
قسّم الروس قواتهم. فأُسندت مهمة الدفاع داخل خطوط حصار الحلفاء بالدرجة الأولى إلى القوات البحرية التي تولّت الدفاعات الثابتة الكبيرة للمدينة، وأُوكِل إلى الجيش المتحرك بقيادة الجنرال منشكوف تهديد الحلفاء من خارج طوق الحصار.
قرر الحلفاء عدم شنّ هجوم بطيء على سيفاستوبول، وبدلًا من ذلك أعدّوا العدة لضرب حصار طويل الأمد. مَوضَع البريطانيون، بقيادة البارون رغلان الأول، والفرنسيون، بقيادة المارشال كانروبير، قواتهم جنوب الميناء في شبه جزيرة القرم: احتل الجيش الفرنسي خليج كاميش على الساحل الغربي، بالتزامن مع زحف البريطانيين إلى ميناء بالاكلافا الجنوبي. بالرغم من ذلك، فإن هذا التموضع أجبرَ البريطانيين على الدفاع عن الجناح الأيمن لعمليات حصار الحلفاء، والتي لم يكن لدى البارون رغلان قوات كافية للقيام بها. منتهزًا فرصة هذا الانكشاف، استعدّ الجنرال الروسي ليبراندي على رأس 25,000 جندي تقريبًا، لمهاجمة الدفاعات حول بالاكلافا، على أمل قطع طُرُق الإمدادات بين القاعدة البريطانية وخطوط حصارها.
بدأت المعركة بهجوم المدفعية والمشاة الروس على الحصون العثمانية التي شكّلت خط دفاع بالاكلافا الأول في مرتفعات فورونتسوف. في البداية، قاومت القوات العثمانية الهجمات الروسية، لكن نظرًا لافتقارها الدعم، اضطرت للانسحاب في نهاية الأمر. مع سقوط معاقل العثمانيين، تحرك سلاح فرسان الجيش الروسي للاشتباك مع خط الدفاع الثاني في جنوب الوادي، الذي شغَله عليه العثمانيون وفرقة الهايلاند 93 البريطانية في المنطقة التي راحت تُعرف لاحقًا باسم «الخط الأحمر الرفيع». صمدَ خط الدفاع ذلك وصدّ الهجوم. وكذلك فعل اللواء البريطاني الثقيل بقيادة الجنرال جيمس سكارليت الذي هاجم وهزم القسم الأكبر من سلاح الفرسان الروسي، وهو ما أجبر الروس على التحوّل إلى موقف الدفاع. ومع ذلك، أسفر هجومٌ أخير شنّه سلاح الفرسان التابع للحلفاء، والتي جاءَ تنفيذًا لأمر عسكري للبارون رغلان أُسيء فهمه، أسفرَ عن أشهر الأحداث شؤمًا في التاريخ العسكري البريطاني –هجوم اللواء الخفيف.

## مقدمات المعركة

### التقدم إلى سيفاستوبول
في 5 سبتمبر 1854، انطلق الأسطولان البريطاني والفرنسي من ميناء فارنا البلغاري نحو خليج كالاميتا في شبه جزيرة القرم. بحلول اليوم الرابع عشر، باشرت القوات عملية الإنزال؛ وخلال أربعة أيام، وصلت إلى الشاطئ قوات الحلفاء التي قوامها 61,400 من المشاة، و1200 من سلاح الفرسان، والمزودة بـ137 بندقية. وعلى بُعد ثلاثة وثلاثين ميلًا (أي، 53 كيلو متر تقريبًا) إلى الجنوب من منطقة الإنزال، وراء أنهار بولغاناك، وألما، وكاتشا، وبلبيك، انتصبت القاعدة البحرية الروسية وقلعة سيفاستوبول، الهدف الرئيسي لهجوم الحلفاء في شبه جزيرة القرم. انطلاقًا من معرفة الجنرال منشكوف بوجود الحلفاء، فقد جهّز قواته على ضفاف نهر ألما في محاولة لوقف التقدم الفرنسي البريطاني، ولكن في 20 سبتمبر هُزم بشكل ساحق في أول معركة كبرى في شبه جزيرة القرم.
لم يصدّق القيصر نيكولاي الأول في سانت بطرسبرغ أخبار هزيمة منشكوف –وبدا أن سقوط سيفاستوبول كانت مسألة وقت فحسب. ولكن أتاح تردُّد الحلفاء، أولًا من جهة القائد العام الفرنسي جاك لوروا دو سان آرنو، ثم اللورد رغلان، أتاح للروس منهاري المعنويات الهروبَ من ساحة المعركة بحالة شبه منظمّة، وهو ما مكّن منشكوف وجيشه من الوصول إلى سيفاستوبول، وإعادة التنظيم واسترداد معنوياتهم. كتب نائب الأميرال كورنيلوف: «من المُرعِب تصوُّر ماذا كان يمكن أن يكون الوضع عليه، لولا الخطأ الفادح الذي ارتكبه العدو».
في صباح 23 سبتمبر 1854، بدأ تقدم الحلفاء جنوبًا، إنما لم تكن ثمة خطة عمل محددة حتى ذلك الوقت؛ ولم تُوضع الخطة حتى اجتازوا نهر كاتشا على مقربة من مدينة سيفاستوبول نفسها، حيث ناقش قادة الحلفاء الخيارات المتاحة أمامهم. وفقًا للخطة الأصلية، توجب التحرك عبر نهر بلبيك قبل مهاجمة الجانب الشمالي (سيفيرنايا) من ميناء سيفاستوبول، الذي تدافع عنه قلعة ستار؛ لكن كشفت معلومات استخباراتية بحرية حديثة أن الجانب الشمالي في وضع أقوى بكثير مما كان متوقعًا في البداية.
دعا جون بورغوين، أكثر مهندسي الجيش البريطاني خبرةً، إلى شن هجوم على سيفاستوبول من ناحية الجنوب والذي كان طِبقًا لكافة التقارير ما يزال في وضع تحصيني غير مثالي. شاطرَه الرأي في ذلك سان-أرنو الذي رفضَ شنّ الهجوم من الشمال، بعد تلقيه معلومات الاستخباراتية عن التعزيزات الروسية. تطلّب مُقترَح بورغوين «زحف الميمنة» من الحلفاء الالتفاف على المدينة من الشرق لمهاجمة الميناء من الجنوب ذي الدفاعات الأضعف. مالَ اللورد رغلان إلى الموافقة، مُعتبرًا أنه كان دائمًا مقتنعًا بمثل تلك العملية؛ وانطلاقًا من معرفته أن مشكلة الإمدادات ستُحلّ بعد الاستيلاء على الموانئ الجنوبية في شبه جزيرة القرم.
في 24 سبتمبر، بدأ منشكوف بتحريك جيشه من سيفاستوبول نحو باكتشي سيراي وسيمفروبول، تاركًا الأميرال كورنيلوف والأميرال ناكيموف لتنظيم الحامية ذات الـ18,000 جندي (بصورة أساسية من البحارة ومشاة البحرية)، وتجهيز دفاعات الميناء. بمغامرته بالزحف في المناطق الداخلية من شبه جزيرة القرم، فإن منشكوف هدف إلى إبقاء اتصالاته مفتوحة مع روسيا، بالإضافة إلى إبقاء خط التعزيزات من أوديسا أو كرج مفتوحًا؛ ولضمان حريته في العمل في الميدان وتهديد جوانب جيش الحلفاء. مع تحرك منشكوف شرقًا، واصل جيش الحلفاء الإنجليز، والفرنسيين، والأتراك زحفه نحو الساحل الجنوبي لشبه الجزيرة، بوجود الإنجليز في مقدمة الجيش.
بلغت درجات الحرارة حدًا لا يُطاق، وشحّ الماء، وتفشّت الكوليرا، مما قضى على الكثير من الرجال، بمن فيهم سان-آرنو الذي كان مصابًا قبل ذلك بالسرطان. مثّل الزحفُ ابتلاءً عظيمًا وشابه الكثير من الحوادث. في مرحلة ما خلاله، في 25 سبتمبر بالقرب من مزرعة ماكنزي، صادف رغلان ورجاله في الرتل البريطاني الجنود من مؤخرة الجيش الروسي المنسحب؛ ونظرًا لتفرّق بقية جيشه في حالة فوضى بائسة، أضاع منشكوف فرصةً تمكنّه من إلحاق خسارة فادحة بالبريطانيين. بالرغم من ذلك وبحلول يوم 26، وصل رغلان إلى قرية كاديكوي، وتمكن من مشاهدة مدخل بالاكلافا الضيق من علٍ. وفي ذلك اليوم، سلّم سان-آرنو، الذي أصبح في حالة صحية حرجة، سلّم القيادة إلى الجنرال كانروبير.